# Урсоаја (Бакау)
Урсоаја (рум. Ursoaia) насеље је у Румунији у округу Бакау у општини Негри. Oпштина се налази на надморској висини од 161 m.

## Становништво
Према подацима из 2002. године у насељу је живело 117 становника, од којих су сви румунске националности.